# Supercoppa italiana (pallavolo maschile)
La Supercoppa italiana è una competizione pallavolistica per squadre di club italiane maschili, organizzata con cadenza annuale dalla Lega Pallavolo Serie A.

## Edizioni
| Edizione      | Edizione             | Podio              | Podio     | Podio              |
| Anno          | Sede della finale    | Campione           | Risultato | Finalista          |
| ------------- | -------------------- | ------------------ | --------- | ------------------ |
| 1996 Dettagli | Cuneo                | Cuneo              | 3 - 1     | Treviso            |
| 1997 Dettagli | Napoli               | Daytona            | 3 - 1     | Cuneo              |
| 1998 Dettagli | Villorba             | Treviso            | 3 - 0     | Daytona            |
| 1999 Dettagli | Trieste              | Cuneo              | 3 - 1     | Treviso            |
| 2000 Dettagli | Rieti                | Treviso            | 3 - 0     | Roma               |
| 2001 Dettagli | Favara               | Treviso            | 3 - 0     | Lube               |
| 2002 Dettagli | Modena               | Piemonte           | 3 - 0     | Daytona            |
| 2003 Dettagli | Ravenna              | Treviso            | 3 - 1     | Lube               |
| 2004 Dettagli | Roseto degli Abruzzi | Treviso            | 3 - 0     | Piemonte           |
| 2005 Dettagli | Milano               | Treviso            | 3 - 0     | Callipo            |
| 2006 Dettagli | Pesaro               | Lube               | 3 - 1     | Piemonte           |
| 2007 Dettagli | Trieste              | Treviso            | 3 - 0     | M. Roma            |
| 2008 Dettagli | Firenze              | Lube               | 3 - 0     | Trentino           |
| 2009 Dettagli | Frosinone            | Piacenza           | 3 - 2     | Lube               |
| 2010 Dettagli | Torino               | Piemonte           | 3 - 0     | Trentino           |
| 2011 Dettagli | Cagliari             | Trentino           | 3 - 1     | Piemonte           |
| 2012 Dettagli | Modena               | Lube               | 3 - 2     | Trentino           |
| 2013 Dettagli | Trento               | Trentino           | 3 - 0     | Lube               |
| 2014 Dettagli | Brindisi             | Lube               | 3 - 2     | Piacenza           |
| 2015 Dettagli | Modena               | Modena             | 3 - 2     | Trentino           |
| 2016 Dettagli | Modena               | Modena             | 3 - 2     | Sir Safety Perugia |
| 2017 Dettagli | Civitanova Marche    | Sir Safety Perugia | 3 - 1     | Lube               |
| 2018 Dettagli | Perugia              | Modena             | 3 - 2     | Trentino           |
| 2019 Dettagli | Civitanova Marche    | Sir Safety Perugia | 3 - 2     | Modena             |
| 2020 Dettagli | Verona               | Sir Safety Perugia | 3 - 2     | Lube               |
| 2021 Dettagli | Civitanova Marche    | Trentino           | 3 - 1     | Milano             |
| 2022 Dettagli | Cagliari             | Sir Safety Perugia | 3 - 2     | Lube               |
| 2023 Dettagli | Biella               | Sir Safety Perugia | 3 - 2     | Lube               |
| 2024 Dettagli | Firenze              | Sir Safety Perugia | 3 - 2     | Trentino           |

## Palmarès
| Squadra            | Titolo | Edizione                                 |
| ------------------ | ------ | ---------------------------------------- |
| Treviso            | 7      | 1998, 2000, 2001, 2003, 2004, 2005, 2007 |
| Sir Safety Perugia | 6      | 2017, 2019, 2020, 2022, 2023, 2024       |
| Piemonte           | 4      | 1996, 1999, 2002, 2010                   |
| Modena             | 4      | 1997, 2015, 2016, 2018                   |
| Lube               | 4      | 2006, 2008, 2012, 2014                   |
| Trentino           | 3      | 2011, 2013, 2021                         |
| Piacenza           | 1      | 2009                                     |